# 매리 본드 데이비스
매리 본드 데이비스(Mary Bond Davis, 1958년 6월 3일 ~ )는 미국의 배우, 연극 배우, 텔레비전 배우, 영화배우이다.

## 영화
- 뉴욕 미니트 (2004년)
- 제프리 (1995년)
- 샤도우 데스 (1991년)
- 후크 (1991년)
- 구혼 작전 (1988년)